# San Pedro Buenavista, Veracruz
San Pedro Buenavista är en ort i Mexiko.   Den ligger i kommunen Atzalan och delstaten Veracruz, i den sydöstra delen av landet, 220 km öster om huvudstaden Mexico City. San Pedro Buenavista ligger 151 meter över havet och antalet invånare är 340.
Terrängen runt San Pedro Buenavista är kuperad söderut, men norrut är den platt. Runt San Pedro Buenavista är det ganska tätbefolkat, med 93 invånare per kvadratkilometer. Närmaste större samhälle är Martínez de la Torre, 8,4 km nordost om San Pedro Buenavista. Omgivningarna runt San Pedro Buenavista är en mosaik av jordbruksmark och naturlig växtlighet.